# Manuel Felipe de Tovar
Manuel Felipe de Tovar (Caracas, 1 de janeiro de 1803 — Paris, 21 de fevereiro de 1866) foi um político venezuelano. Durante 29 de setembro de 1859 e 20 de maio de 1861, ocupou o cargo de presidente da Venezuela, antecedendo e sucedendo Pedro Gual Escandón.
Um ano antes de ingressar a presidência de seu país, uniu-se a Julián Castro na Revolución de Março (março de 1858), que consistiu em uma rebelião armada contra as ideologias de José Tadeo Monagas, o qual defendia o liberalismo.